# Altes Rathaus (Dresden)

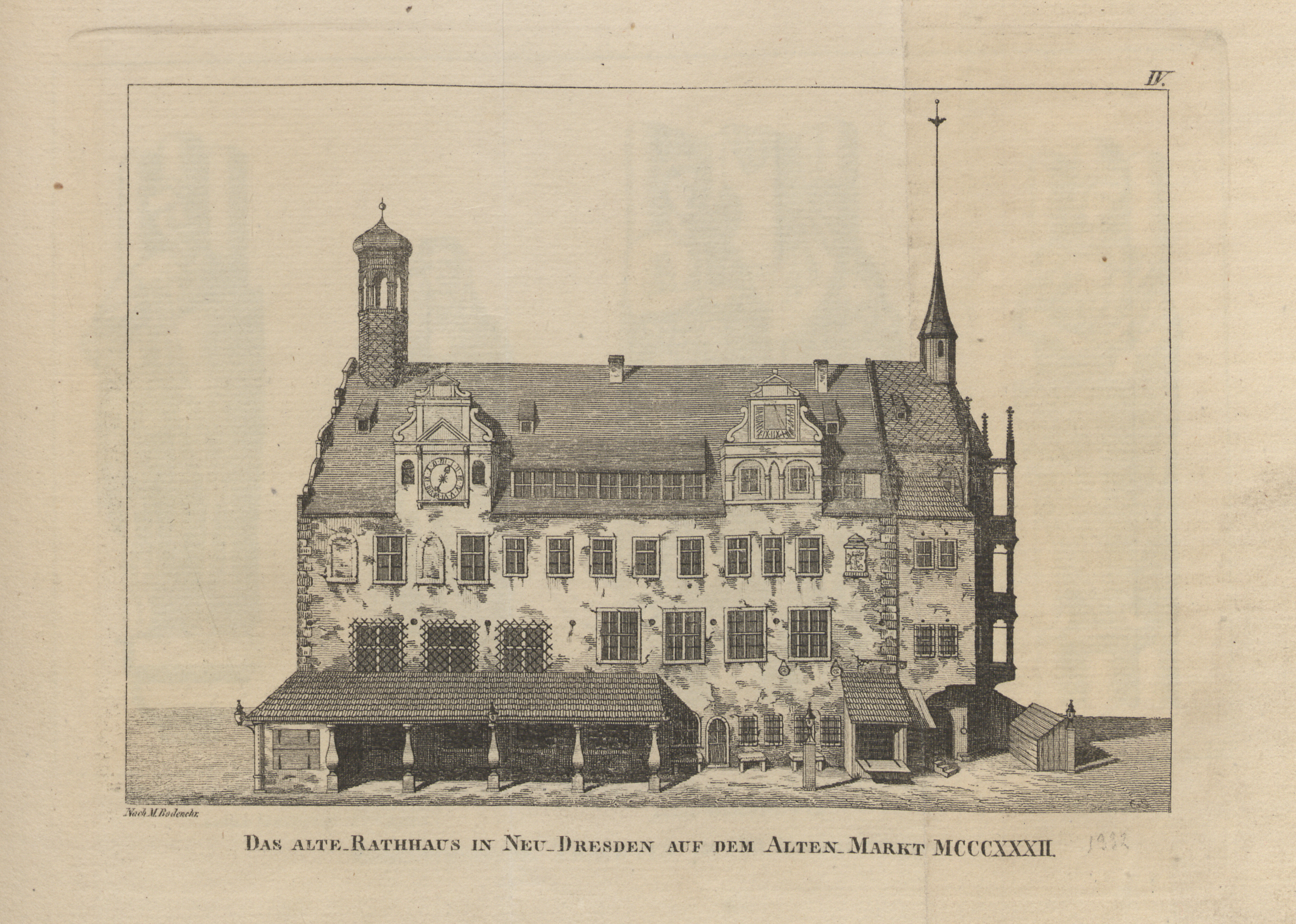
Das alte Rathaus Dresden auf dem Altmarkt 1332. Illustration von 1893

Das  erste Rathaus Dresdens befand sich an der Nordseite des Dresdner Altmarkts. Es wurde 1295 erstmals urkundlich erwähnt und 1707 abgerissen.

## Beschreibung und Geschichte

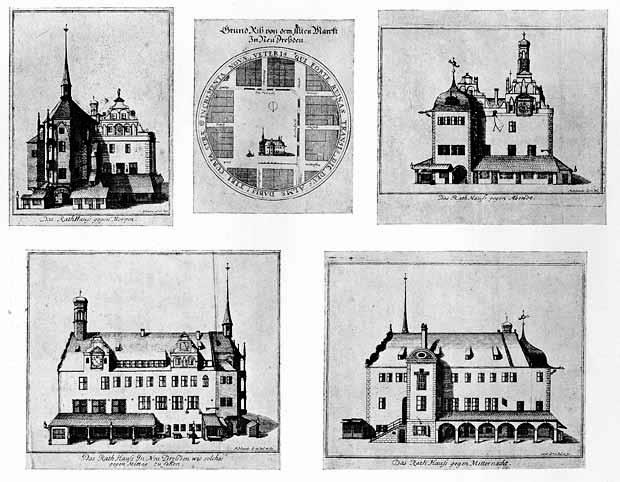
Moritz Bodenehr: Altes Rathaus am Altmarkt in Dresden.

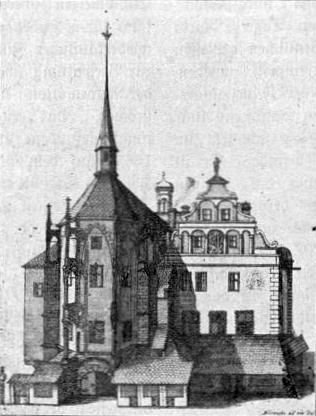
Kapelle des Alten Rathauses

Das Rathaus auf dem Altmarkt ging aus dem urkundlich erstmals 1295 erwähnten Kaufhaus der Gewandschneider hervor, dessen Erbauungsjahr nicht bekannt ist. Die erste Erwähnung als Rathaus erfolgte 1380, die Forschung geht aber davon aus, dass bereits vor 1295 Teile des Gebäudes der Gemeindeverwaltung dienten. Im Verlauf des 14. und 15. Jahrhunderts wurden die Gewandschneider allmählich aus dem Rathaus verdrängt, im letzten Jahrzehnt des 16. Jahrhunderts waren sie sämtlich in das neue Gewandhaus am Neumarkt umgezogen.
Über das Aussehen des mittelalterlichen Originalgebäudes ist nur wenig mehr bekannt als sein Standort und die Existenz zweier Geschosse, die in der Urkunde von 1295 erwähnt werden. Es handelte sich jedenfalls um einen in der nördlichen Hälfte des Altmarkts  vor der Schössergasse befindlichen freistehenden Bau von mutmaßlich einschiffiger, langrechteckiger Form und relativ einfacher Bauweise. Vermutlich hatte das Untergeschoss die Gestalt einer großen Halle und war entweder in Fachwerk oder Stein ausgeführt, während die obere Etage des alten Gebäudeteils auch im 16. Jahrhundert noch aus Holz war.
Erweiterungen erfolgten erstmals Ende des 14. Jahrhunderts, als dem bis dahin einschiffigen Bau ein paralleler zweiter, wohl dreigeschossiger, Gebäudeteil angesetzt wurde. 1407 wurde der Bau einer Kapelle in Auftrag gegeben, der bis 1412 an den neuen Gebäudeteil angebaut wurde. Die Einwölbung des Kapellendaches erfolgte erst 1414. Diese Kapelle hatte die Form eines spätgotischen Chores mit fünfseitigem Abschluss und trug einen Dachreiter mit gotischem spitzem Turmhelm. Nach Einführung der Reformation wurde die gotische Kapelle nicht mehr für Messen, sondern als Lagerraum genutzt. Sie blieb bis zum Abbruch im Jahr 1707 erhalten.
Dokumente im Dresdner Stadtarchiv belegen eine intensive Bautätigkeit in den Jahren 1407 und 1408, besonders im Innern und am Giebel des Gebäudes scheint gearbeitet worden zu sein. 1419 wurde eine zweite Glocke am Rathaus angebracht, 1422 war diese Umbauphase abgeschlossen.
Für die 1460er-Jahre sind regelmäßige Ausbesserungsarbeiten nachweisbar, die auf die Notwendigkeit erneuter Umbauten hindeuten. So wurden 1473 bis 1478 umfangreiche Baumaßnahmen und Brandschutzmaßnahmen durchgeführt. Eine Anpassung der Fassade, insbesondere der Giebel, an den Stil der Renaissance geschah vermutlich 1564, als zudem der westliche sechseckige Dachreiter mit Glocke eine welsche Haube erhielt. Ein Torturm befand sich im Westen und die Nordwand zeigte einen Treppenturm, der in das erste Stockwerk führte. Im Westen schloss sich ein Arkadengang an, kleine ziegelgedeckte Anbauten befanden sich rings um das Gebäude.

### Abriss
Das frei auf dem Altmarkt stehende Gebäude störte die Wettiner Landesherren bei Festlichkeiten und Turnieren. 1707 gelang es August dem Starken, den Abbruch durchzusetzen. Er schrieb am 3. November 1707 an den Rat und schlug vor, das Gewandhaus am Neumarkt für die Belange des Rates einzurichten. Am 3. Dezember schlug er das Beuchlingsche Haus am Altmarkt als Provisorium bis zum Neubau eines Rathauses vor. Nach einer Besichtigung stimmte der Rat zögernd zu, sodass bereits am 12. Dezember der Abriss des Rathauses beginnen konnte. Als Rathaus wurde ab 1707 das Altstädter Rathaus genutzt, was 1910 seinerseits den Titel „Altes Rathaus“ erhielt.

### Ausgrabungen

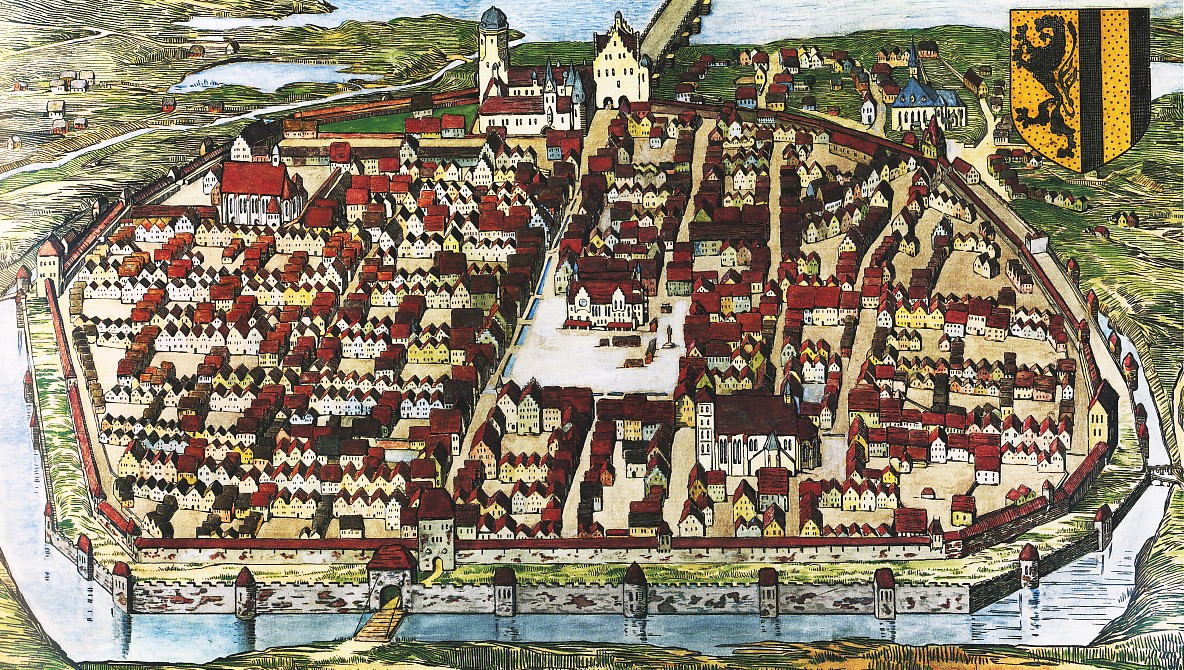
In der Mitte der Marktplatz, an dessen Nordseite (oben) das freistehende Rathaus; rechts unten die Kreuzkirche zu Dresden (Situation vor der Remparierung ab 1519).

Da das Gebäude 1707 nur bis auf Platzniveau abgetragen worden war, konnten bei Ausgrabungen 2007 bis 2008 umfangreiche Befunde dokumentiert werden, die eine Teilrekonstruktion des Gebäudes ermöglichten. Gefunden wurden unter anderem Teile des Fundaments des Nordflügels, das Fundament zwischen dem Nord- und dem Südflügel, die Grundmauern des Torturms an der Westseite des Gebäudes und drei überwölbte Kellerräume, wobei auch Überreste von Innenputz und Wandbemalung des Ratskellers freigelegt wurden. Die digitale Vermessung ermöglichte eine virtuelle Rekonstruktion der Kellerräume. Da die Ausgrabungen im Rahmen des Baus einer Tiefgarage erfolgten, konnte die nach 300 Jahren freigelegte authentische Bausubstanz nicht erhalten werden.